# Les Origines de la Confédération

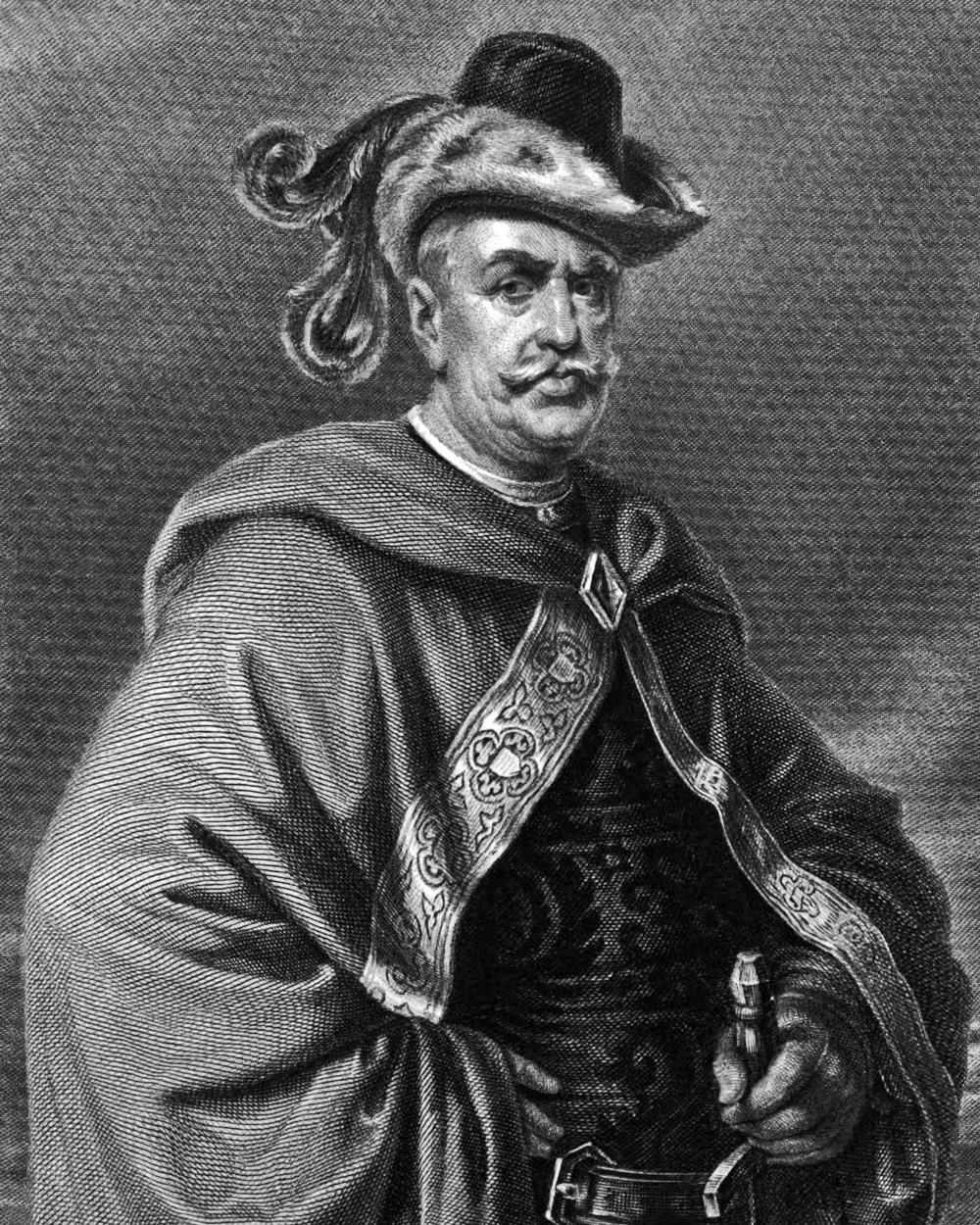
Le bailli Gessler (Galerie Schiller, d'après Pecht, 1859).

Les Origines de la Confédération est un monumental film muet historique suisse réalisé par Emil Harder en 1924 et sorti en 1925.
Il retrace la fondation de la Confédération suisse en s'appuyant de manière colorée sur des faits historiques, des légendes et le drame Guillaume Tell de Friedrich Schiller.

## Synopsis
Europe centrale, à la fin du XIIIe et au début du XIVe siècle. Les citoyens des Waldstätten se révoltent contre le prévôt au service des Habsbourg. Les premiers signes d'une révolte paysanne sont ressentis dans toute la région.
Arnold von Melchtal, un jeune citoyen d'Unterwald, a accidentellement blessé un soldat impérial et il doit fuir dans les montagnes. Landvogt Landenberg l'exproprie et ordonne au père d'Arnold de se faire arracher les yeux. Puis il tente d'offenser la femme de Baumgarten.
Herrmann Gessler, le bailli impérial des cantons d'Uri et de Schwyz, humilie à son tour publiquement le propriétaire terrien Stauffacher. Il ordonne à chaque citoyen de s'incliner par respect pour son chapeau dressé sur la place centrale d'Altdorf. Seul le courageux Guillaume Tell refuse et Gessler le défie. Il est condamné à viser une pomme placée sur la tête de son fils Walter.
En 1291, le serment du Grütli et les châteaux des seigneurs des Habsbourg sont attaqués et incendiés. Heinrich von Hünenberg, chevalier zougois, tombe amoureux de la fille du forgeron d'Altdorf. Mais Landvogt Landenberg a également un œil sur la belle jeune fille, il la fait kidnapper et l'amener au château de Sarnen. Ce château est également pris d'assaut en janvier 1308. Les choses empirent lorsque Albrecht von Habsbourg, duc d'Autriche, est assassiné. Son successeur Léopold Ier ordonne des mesures punitives massives contre les confédérés révoltés. Lors de la bataille de Morgarten, son armée est fortement battue le 15 novembre 1315. C'est un premier pas vers la formation de la Confédération suisse.

## À propos du film
Les Origines de la Confédération est la première production d'envergure de l'histoire du cinéma en Suisse. Elle est initiée et financée par des Suisses de l'étranger résidant aux États-Unis qui voulaient créer un hommage cinématographique à leur ancienne patrie.
Emil Harder, un Saint-Gallois établi aux États-Unis, était un grand amateur de cinéma. Il a assuré la réalisation, le scénario, le montage et la production du film.
Le tournage a eu lieu de janvier à début septembre 1924. Les lieux étaient Seedorf, Kaltbach, Grossstein, Königsfelden, Schachen an der Aare, Aegerisee, le château de Mesocco, Sargans et Bellinzone.
La première mondiale le 13 septembre 1924 à la Tonhalle de Zurich. Dans sa version originale, le film dure trois heures. Cette durée paraissant déraisonnable pour un public de cinéma muet, le film a été radicalement réduit à 95 minutes.
Parmi les acteurs, seuls Heinrich Gretler et Zarli Carigiet ont par la suite acquis une renommée nationale.

## L'avis de la presse
Le film Les Origines de la Confédération fut reçu dans tout le pays avec enthousiasme.
- « L'entreprise nous paraît avoir réussi au-delà de ce que l’on pouvait raisonnablement espérer. Son directeur, M. Emile Harder, un Saint-Gallois établir en Amérique et travaillant pour le compte de Sunshine-Film, a visé avant tout à faire une œuvre aussi sincère que possible. Il n’a fait appel qu’à quelques rares professionnels ; presque tous les rôles sont remplis par des Suisses, la plupart des gens de Waldstaeetten. Il a renoncé de parti pris à toute scène d’atelier ; tous ses décors sont formés par la nature même de la Suisse primitive. Ce soin du décor a été scrupuleusement reporté sur les costumes, pour lesquels ont été pris les avis autorisés des dirigeants du Musée national. En combinant ces divers efforts, on est arrivé à faire un film dont l’effet d’ensemble est infiniment plus naturel, moins théâtral que beaucoup de ces statues et de ces images représentant des Guillaume Tell romantiques ou des Trois Suisses levant leurs fronts inspirés vers des ciels lunaires… » (Pierre Grellet, La Gazette de Lausanne du 17 novembre 1924)
- « L'histoire qui va du 1er août 1291 au 15 novembre 1315, abonde en épisodes et en traits pittoresques et séduisants. La légende enjolive et s’y mêle avec son éternelle jeunesse. L’intermédiaire sentimental qui unit le jeune chevaler de Hunenberg, de Zoug, à la fille du forgeron d’Altdorf, de l’union de la noblesse avec le peuple est charmant de naïveté et de fraîcheur… Ce premier grand film suisse représente un effort énorme ; il mérite d’être accueillis avec bienveillance et jugé sans parti pris. Il marque une date dans l’art cinématographique en Suisse, et ce début très honorable doit avoir pour notre pays d’heureux résultats » (La Tribune de Genève d'octobre 1924).

## Fiche technique
- Titre original : Die Entstehung der Eidgenossenschaft
- Second titre : Guillaume Tell et la Naissance de la Suisse
- Pays : Suisse
- Production : Sunshine Film
- Réalisateur : Emil Harder
- Scénario : Emil Harder et Gustav Schmid
- Caméra : Max Fassbender
- Langue originale : Suisse allemand
- Année d'édition : 1924
- Durée : 95 minutes

### Distribution
- Felix Orelli : Wilhelm Tell
- Robert Kleinert : Hermann Gessler von Brunegg
- Joseph Imholz : Walter Fuerst
- Maria Ulbrich : Gertrud Stauffacher
- Karl Schmid-Bloss : Werner Stauffacher / Landvogt Wolfenschiessen
- Heinrich Gretler : Landvogt Landenberg
- Rudolph (jeune) : Arnold von Melchtal